# Harry Hughes
Harry Hughes foi um roteirista e diretor de cinema britânico.

## Filmografia selecionada
- The Hellcat (1928)
- Virginia's Husband (1928)
- Troublesome Wives (1928)
- A Southern Maid (1933)
- Song at Eventide (1934)
- Play Up the Band (1935)
- The Improper Duchess (1936)
- Tropical Trouble (1936)
- The Last Chance (1937)
- The Gables Mystery (1938)
- Mountains O'Mourne (1938)